# Anders Andelin

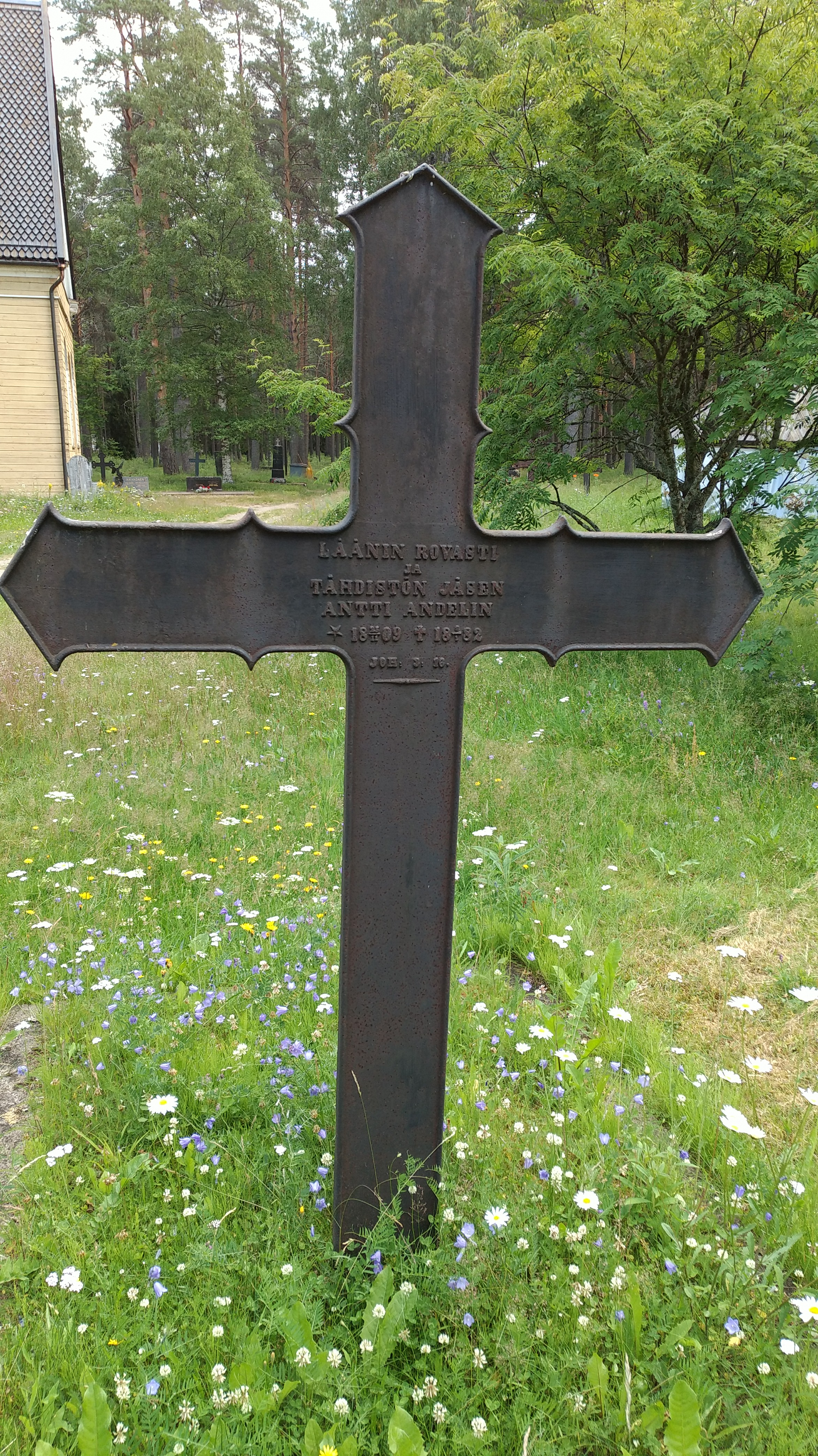
Anders Andelins gravställe i Paltaniemi.

Anders (Antti) Andelin (född 26 november 1809 i Vånå, död 2 januari 1882 i Paldamo) var en finländsk präst.
Andelin, som var son till skräddaren Gustaf Andelin och Hedvig Andersdotter, blev elev vid Tavastehus trivialskola 1819, student vid Kejserliga Alexanders Universitetet i Finland i Helsingfors 1829 och prästvigdes för Åbo stift 1835. Efter att ha varit präst i Vörå och lärare i Vasa blev han tillförordnad predikant i Honkajoki 1837 och ordinarie 1838. Han ledde statliga utdikningsarbeten i Honkajoki. Han blev vicepastor 1851, kyrkoherde i Utsjoki 1853, kyrkoherde i Paldamo 1859, prost 1860 och länsprost 1870. Han utgav uppbyggningslitteratur av varierande slag på samiska.